# Joëlle Morin
Joëlle Morin (Saint-Nazaire, Loire-Atlantique, 9 de noviembre de 1952) es una pintora francesa contemporánea.

## Biografía
Se ha atribuido a su infancia al borde del mar, y a la contemplación de los reflejos del sol y las nubes en las salinas de Batz-sur-Mer, la importancia de la luz en su pintura. Estudió sociología y entró luego en la escuela de Bellas Artes de Caen, donde se inició en diferentes técnicas pictóricas. 
Sus primeros cuadros datan de 1989, trabajos a la acuarela, en su mayoría paisajes y naturalezas muertas, y recurriendo a la lupa, hasta conseguir reproducir los detalles de la madera de un mástil de violonchelo o el aspecto delicado de una hoja muerta. 
Instalada en Nord desde 1992, miembro activo de la asociación de artistas de Villeneuve d'Ascq y Roubaix, ha participado en varias exposiciones en varios lugares y ganado varios premios (Túnez, País Vasco, Bretaña, Normandía) :
- Wattrelos – 1993 : Premio Principal en todas las categorías
- Lys-lez-Lannoy -1993 : Premio Principal en todas las categorías
- París – 1995 : Trofeo del color
- Peinture Passion Paul Ricard - 1995 : Premio especial del Jurado
- Lys-lez-Lannoy – 1995 : Premio a la creatividad

Su primer encuentro con Grecia, en junio de 1996, es una revelación para esta artista figurativa que busca la luz hasta en los más pequeños reflejos. Descubre los rayos de sol sobre los caminos blanqueados por la cal de las escaleras de las callejuelas de Santorini o de Tinos. Intenta inmortalizar a las yayas– abuelas griegas- que suben las pendientes con una mano en los riñones buscando hojas. Frutos de esta busca permanente, de esta época son sus primeras obras donde no usa acuarela y empieza a utilizar pintura al óleo, acrílica, carboncillo, tiza u otros métodos que le puedan servir para capturar los instantes. 
A los pies del Pentélico se entrega a la escultura basada en las piezas recogidas a lo largo de sus paseos y rápidamente se da cuenta de que su manera de dibujar y su cuidado le permiten apresar este material nuevo. Pequeñas joyas y estatuillas cicládicas suyas nacen en esta época. Este período griego conluye con la exposición de junio de 200 en Kifisia (Atenas) : « Lumières et Ombres », « Luces y Sombras ». Cuando volvió a Grecia en 2003, el óleo a su regreso ha domesticado la luz. Retratos en sanguina, instantáneas de Singapur u otras esculturas de mármol fueron con ella a sompletar su obra. En diciembre de 2005, expuso una parte de su obra en el museo ateniense de Skyronio de Kifissia (Atenas).